# سیارک ۱۹۴۶۳
سیارک ۱۹۴۶۳ (به انگلیسی: 19463 Emilystoll، نامگذاری:1998HY29) نوزده هزار و چهارصد و شصت و سومین سیارک کشف شده‌است که در ۲۰ آوریل ۱۹۹۸ کشف شد.
قدر مطلق سیارک برابر ۱۶.۲ است.